# Olaus Martini
Olaus Martini, född 1557 i Uppsala, död där 17 mars 1609, var en svensk ärkebiskop.

## Biografi
Olaus Martini var son till biskopen Martinus Olai Gestricius och Kristina Månsdotter, och härstammade via sin farmor Karin Andersdotter Grubb från Bureätten. Han studerade vid Uppsala universitet och Rostocks universitet. I egenskap av ramist företrädde han en humanistisk reformation och arbetade för folkbildning genom att främja katekesens användning, och fick ett stort inflytande över Johan Skytte som studerade för honom.
Olaus Martini låg bakom den 1587 författade Confessio Strengnesis i vilken han fördömde Johan III:s liturgi. Under Uppsala möte, där det bland annat beslutades att endast lutherdom var tillåten, visade han sig kraftfull, men tackade nej till den påföljande utnämningen till biskop i Växjö, och blev i stället kyrkoherde i Nyköpings församling, då han fick tid att ägna sig åt uppdragen som medlem i kommissionen för kyrkohandbokens reformering. Denna reformation misshagade Karl IX, vilket var upptakten till en strid, där Olaus anklagade den aristoteliske kungen för kalvinism, en förbjuden lära, men delvis bottnade osämjan och dispyterna om makten över kyrkan. Karl IX:s tyske hovpredikant Theodor Micronius fördömdes av Olaus Martini 1602, och prästerna krävde att han skulle landsförvisas. Striden emellan Karl IX och Olaus Martini var dock mycket allvarlig, och skulle vara hela livet. I korta drag kan den sammanfattas med att Olaus såg den augsburgska bekännelsen som auktoritet, men Karl IX, påverkad av de filosofiska och politiska idéer som grundade upplysningen och hade rötter i skolastiken, Bibeln och förnuftet. 
Den 8 juli 1600 hade Olaus blivit vald till ärkebiskop, vilket berodde på att lutherdomen blev alltmer ortodox. Han vigdes den 16 augusti 1601. Som sådan införde han lagen om att kyrkan skulle föra kyrkoböcker, vilka släktforskare idag använder som källor. Dessutom författade han några psalmer, översatte Luthers Af Himmels högd jagh kommen är vars kortare variant blev Ett barn är fött på denna dag, samt skrev en läkarbok. Med Olaus Martini är det slående vilken makt ärkebiskopen hade; han hade myndighet att tillrättavisa kungen och ställa krav på hur riket skulle styras. När Karl IX skulle krönas 1607 försökte prästerskapet avtvinga honom en kungaförsäkran om att följa augsburgska bekännelsen och Uppsala mötes beslut, men kungen lyckades dock manövrera dem. Han vigdes i Uppsala domkyrka av Olaus Martini.
Han blev far till Martinus Olai Nycopensis och fyra döttrar som gifte sig med Martinus Gestrinius, Simon Olai Nauclerus, Nicolaus Molerus. Dottern Kristina var först gift med Elias Rhalambius och sedan med Samuel Andreæ Grubb.